# Mexikó hadereje
Mexikó hadereje három haderőnemből áll: a szárazföldi haderőből, a légierőből és a haditengerészetből.

## Fegyveres erők létszáma
- Aktív: 192 720 fő (melyből 60 000 fő sorozott)
- Szolgálati idő a sorozottaknak: 12 hónap
- Tartalékos: 300 000 fő

## Szárazföldi erők
Létszám
144 000 fő
Állomány
- 80 gyalogos zászlóalj
- 1 gépesített zászlóalj
- 19 gépkocsizó zászlóalj
- 3 tüzér ezred
- 1 légi mozgékonyságú zászlóalj

Tartalék
- 4 páncélos dandár
- 1 ejtőernyős dandár
- 1 tábori csendőr dandár

Felszerelés
- 256 db felderítő harcjármű
- 1000 db páncélozott szállító jármű
- 180 db tüzérségi löveg: 175 db vontatásos, 5 db önjáró

## Légierő
Létszám
11 770 fő
Állomány
- 1 vadászrepülő század
- 9 harci és kiképző század
- 1 felderítő század
- 5 szállító repülő század

Felszerelés
- 107 db harci repülőgép (F-5E)
- 35 db szállító repülőgép
- 71 db harci helikopter
- 43 db szállító helikopter

## Haditengerészet
Létszám
37 000 fő
Hadihajók
- 3 db romboló
- 8 db fregatt
- 109 db járőrhajó
- 21 db vegyes feladatú hajó

Haditengerészeti légierő
- 8 db harci repülőgép
- 55 db helikopter

Tengerészgyalogság
- 3 dandár